# 크투가
크투가(cthugha)는 어거스트 덜레스가 만들어낸 가공의 신이다. 크투그아, 크투그하, 크투갸, 크쑤그아, 크쑤그하, 크쑤갸로도 부른다.
화염의 왕, 살아있는 불, 타오르는 것, 태양으로도 불리며 러브크래프트의 책에 등장하는 크툴후신화의 신이자 니알라토텝의 천적이다.